# Metroid
A Metroid egy japán akció-kalandjáték franchise, amit a Nintendo alkotott. A játékosok irányíthatják a fejvadász Samus Arant, aki a galaxist védelmezi az Űrkalózoktól és az ők próbálkozásaiktól, hogy kihasználják az parazitás Metroid életformák hatalmát.
Az első Metroid játékot a Nintenod R&D1 fejlesztette Nintendo Entertainment Systemre 1986-ban. Ezt követte a Metroid II: Return of Samus 1991-ben, amit Game Boy kézikonzolra adtak ki, és a Super Metroid Super Nintendo Entertainment Systemre. Nyolc évnyi kihagyás után megjelent a Metroid Fusion (2002) és a Metroid: Zero Mission (2004) Game Boy Advance-re.
Az első 3D-s Metroid játék a Metroid Prime (2002) volt, a Retro Studios fejlesztette GameCube konzolra, majd követte a Metroid Prime 2: Echoes (2004) és a Wii játék a Metroid Prime 3: Corruption (2007). A Team Ninja által fejlesztett Metroid: Other M Wii-re gyengébb kritikákat kapott, ami miatt a sorozat újabb szünetre ment. Ezt a szünetet a MercurySteam által Nintendo 3DS-re fejlesztett Metroid: Samus Returnsje (2017) törte meg. Ezt követte a Metroid Dread (2021) Nintendo Switch-re.
A Metroid kombinálja a Super Mario Bros. platformerezését, és a The Legend of Zelda felfedezését sci-fi környezetben, összpontosítva a nemlineáris játékmenetre. A játékos ellenséges idegenekkel harcol és power-upokat szerez meg, miközben bejárja a játékvilágot. A sorozat ismert az elzárt környezetről, ahol kevés nem-játékos karakterrel lehet kapcsolatba lépni. A legtöbb Metroid játékok oldalnézetesek, de a Prime részek belsőnézetesek.
2012 szeptemberéig a Metroid sorozat 17,44 millió példányban kelt el. A Metroid játékokat gyakran minden idők legjobb játékai közzé sorolják. A sorozat feltűnt más Nintendo médiában, beleértve a Super Smash Bros. sorozatban. További médiába beleszámítanak a soundtrackek, képregények, és a mangák. A korai Metroid játékok az 1997-es Konami játékkal, a Castlevania: Symphony of the Nightal együtt meghatározták a Metroidvania alműfajt, inspirálva más játékokat a folytonos és felfedezős oldalnézetes szintekre. Samus Aran egyike az első kiemelkedő női videójáték karaktereknek.

## Játékok listjája
- Metroid (1986)
- Metroid II: Return of Samus (1991)
- Super Metroid (1994)
- Metroid Fusion (2002)
- Metroid Prime (2002)
- Metroid: Zero Mission (2004)
- Metroid Prime 2: Echoes (2004)
- Metroid Prime Pinball (2005)
- Metroid Prime Hunters (2006)
- Metroid Prime 3: Corruption (2007)
- Metroid Prime: Trilogy (2009)
- Metroid: Other M (2010)
- Metroid Prime: Federation Force (2016)
- Metroid: Samus Returns (2017)
- Metroid Dread (2021)
- Metroid Prime 4 (TBA)

## A franchise történelme

### 2D-s eredetek (1986–2004)
A Metroid sorozat produkciójának és fejlesztésének központi figurái Okada Szatoru, aki rendezte az eredeti Metroidot és megalkotta a sorozatot; Szakamoto Josio, aki az eredeti játék karaktertervezője, valamint a legtöbb későbbi játék rendezője és fejlesztési felügyelője volt; Jokoi Gunpei, aki vezette az R&D1 részleget és az első két játék producere volt; Kano Makoto, aki írta az eredeti játék forgatókönyvét, a második játék társtervezője és harmadik játék producere volt, valamint Kijotake Hirodzsi, aki tervezte az eredeti játék karattereit.
Az eredeti Metroid egy akciójáték, amit a Nintendo Research and Development 1 (R&D1) részlege fejlesztett és 1986. augusztus 6-án adták ki Japánban Family Computer Disk Systemre. A játék Nintendo Entertaiment Systemre 1987 augusztusában jelent meg Észak-Amerikában, majd 1988. január 15-én Európában. Okada Szatoru volt a rendező.
A Metroidot egy olyan lövöldöző játéknak tervezték, ami kombinálja a Super Mario Bros. platformugrálását, és a The Legend of Zelda nemlineáris felfedezését. A játék neve keveréke a „metró” (mint földalatti gyorsvasút) és az „android” szavaknak, ezzel egyszerre utalva a játék földalatti környezetére és a robotszerű főszereplőre. A fejlesztés közepén valaki a stábból azt mondta a többi fejlesztőnek, hogy „Hé, nem volna menő, ha kiderülne, hogy ez a személy abban az öltönyben valójában egy nő volna?” és az ötletet elfogadták. Szakamoto Ridley Scott 1979-es sci-fi horrorját A nyolcadik utas: a Halált nevezte meg, mint „nagy befolyás” a Metroid világára. Ennek azonosítására az egyik ellenséget Ridley-nek nevezték el a filmrendező után. A fejlesztői stábra szintén befolyással volt az említett film lénytervezője H. R. Giger, általa megtalálván azt a stílust, ami megfelelne a Metroid univerzumának.
A Metroid II: Return of Samus Game Boyra jelent meg 1991-ben Észak-Amerikában és a következő évben Japánban. Az amerikai változat volt az első Metroid, ami tartalmazott mentési rendszert. A Metroid II tovább alapozta Samus vizuális dizájnját egy testes „Varia Suit” frissítéssel és más kézi-ágyukkal.
Mivel az R&D1-et egy másik játék fejlesztésével bízták meg, a Nintendo az Intelligent Systemset bízta meg a Super Metroid fejlesztésével, ami a Super Nintendo Entertainment Systemre (SNES) jött ki. Ez a rész drasztikusan kibővítette a Metroid formulát, számos új power-uppal és egy gazdagabb történettel. Ezt a játékot kritikailag elismerték és az egyik legjobb SNES játéknak tartják. Az eredeti játék karaktertervezője Szakamoto Josio rendezte; Szakamoto lett a rendezője vagy producere a legtöbb ezt követő oldalnézetes Metroid játéknak.
2002-ben a Nintendo kiadta a Metroid Fusiont, egy oldalnézetes játékot Game Boy Advance-re (GBA). Ezt az R&D1 fejlesztette, valamint Szakamoto volt az író és a rendező. Játékmenetben hasonlít a Super Metroidra, de a szerkezet küldetésalapú, ami több ráirányítást ad a játékosnak. A csapat következő GBA projektje a Zero Mission (2004) volt, ami ez eredeti Metroid remake-je. Mindkét GBA játék kritikai elismerésben részesült. Egy újrarendezés a Nintendónál összeolvasztotta az R&D1-et és az R&D2-t 2003-ban, röviddel a Zero Mission kiadása előtt. 2006 körül fejlesztettek egy oldalnézetes Metroid játékot DS-re, ami a Metroid Dread lett volna, de ezt a változatot sosem adták ki, helyette a MercurySteam csinálta meg évekkel később.

### Átmenet 3D-be (2002–2010)
A Nintendo tervezett fejleszteni egy Metroid játékot Nintendo 64-re, de nem tudtak konkrét ötletekkel előállni; Szakamoto mondta: "Amikor az N64 kontrollerét tartottam a kezemben nem tudtam elképzelni, hogy kell irányítani Samust." A Nintendo megbízott egy meg nem nevezett céget, hogy fejlesszenek egy Metroidot N64-re, de elutasították, mert nem voltak biztosak abban, hogy csináljanak méltó utódot a Super Metroid-nak. Samus első 3D-s megjelenése az eredeti Super Smash Bros. (1999) volt N64-re.
2000-ben a Nintendo producere Mijamoto Sigeru meglátogatta a Nintendo új leányvállalatát a Retro Studiost Austinban, és megbízta a Retrot egy Metroid játék fejlesztésével, ami az akkor következő konzolra, a GameCube-ra jönne ki. Ez volt az első alkalom, amikor a Nintendo egy külföldi stúdióval állt össze az egyik franchise-juk fejlesztésében. A Metroid Prime volt az első 3D-s Metroid játék, mozgatva a Super Metroid nemlineáris szerkezetét belsőnézetbe; a Nintendo hangsúlyozta, hogy ez nem egy first-person shooter, hanem egy "first-person adventure" (belsőnézetes kaland). A Metroid Prime 2: Echoesban (2004) Samus a fény és a sötétség párhuzamos világai között utazgat, és nehezebb elődjénél. A Metroid Prime 3: Corruptiont 2007-ben adták ki Wii-re, amiben belekerült a mozgásérzékelés és Samus különböző bolygókat jár be, miközben a lövöldözős akció jobban hangsúlyozott. Az előbb említett három Prime játékot újra kiadták a Wii-re kiadott Metroid Prime: Trilogyben.
2005-ben a Nintendo kiadta a Metroid Prime Pinballt, egy flipper spin-offot a kézikonzol Nintendo DS-re. A Metroid Prime Hunters egy többjátékos játék, amit a Nintendo Software Technology fejlesztett és adták ki DS-re 2006-ban.

### A hanyatlás időszaka (2010–2016)
Egy új 3D-s Metroid játékot, a Metroid: Other M-et a japán Team Ninja stúdió fejlesztette Szakamoto rendezésében, és Wii-re jött ki 2010. augusztus 31-én adták ki. Ez visszatért a külsőnézethez, jobban hangsúlyozva a történetet és az akciót. Az Other M gyengébb kritikákat kapott, kritizálva Samus félénk és érzelmes karakterizációját, valamint a felfedezés csökkentett hangsúlyát. A Polygon úgy írta le az Other M-et, mint "egy hatalmas baklövés és bukás a rajongóknál, gyakorlatilag megölte a sorozatot", és nem jött ki új nagyszabású Metroid játék a következő években.
A franchise megjelent a Wii U-s Nintendo Landben (2012), mint mini játék, és vegyes fogadtátásban részesült. A játékos használja a Wii U GamePadjét, hogy irányítsa Samus hajóját, miközben a legfeljebb négy játékos a Wii Remote-aikkal és Nunchukjaikkal irányítják a Varia öltözetes Mii karaktereiket. Mijamoto szerint ez visszatükrözi az ő ötleteit a jövőbeli Metroid játékokra.
2014-ben a Next Level Games volt művésze felfedte, hogy a stúdió csinált egy 3DS-es Metroid prototípust, mielőtt a Nintendo megkérte őket a Luigi’s Mansion: Dark Moont fejlesszék helyette.
2016-ban a Nintendo kiadta a Metroid Prime: Federation Force-ot, egy többjátékos játék 3DS-re, és az előbb említett Next Level Games volt a fejlesztő. A játékot kritizálták a többjátékos fókuszért, és a komolytalan hangvételért.

### A fő franchise újraéledése (2017-napjainkig)
2017-ben a Nintendo kiadta a Metroid II remake-jét 3DS-re, a Metroid: Samus Returnst, amit a MercurySteam és a Nintendo EPD fejlesztett. Ez megtartotta az eredeti oldalnézetes játékmenetét, miközben újraképzelték 3D-s grafikával és olyan új játékmeneti elemekkel, mint például a közelharc.
A 2017-es E3-on a Nintendo bejelentette a Metroid Prime 4-et Nintendo Switch-re. Az Eurogamer szerint eredetileg a Bandai Namco Studios fejlesztette, de a Nintendo nem volt elégedett a munkájukkal. 2019-ben újrakezdődött a fejlesztés a Retro Studiosnál, a korábbi Metroid Prime játékok fejlesztőjénél.
2021. október 8-án a Nintendo kiadott egy új 2D-s Metroid játékot, a Metroid Dreadet Nintendo Switch-re, amit a MercurySteamel fejlesztettek. A játék az el nem készült Nintendo DS-es projekt új megvalósítása. Szakamoto egy Polygonos interjújában megerősítette, hogy a Dread a jelenlegi történetszál befejezése, de nem a franchise-é. Hozzátette: „Van egy új epizód, ami munkára vár és mi szeretnénk, hogy lásd előre, hogy mit csinálunk a továbbiakban.”

## Játékmenet
A Metroid sorozat kombinálja a lövöldözős, az ugrálós és a kalandjátékok elemeit. A sorozat nevezetes a nem-lineáris előrehaladásos és a magányos felfedezéses formátumról ahol a játékos csak Samus Arant irányíthatja, miközben csak kevés, (ha nem semmilyen) karakterekkel léphet közbe. A sorozat eredetileg 2D-s side-scroller volt minden inkarnációjában amíg jött a Metroid Prime sorozat, ami átment a belsőnézetbe, ami miatt first-person shooter elemek lettek bevezetve. A játékos tárgyakat és power-upokat szerez Samus kibernetikus öltözetének, miközben bejárja a játékvilágot és legyőzi az ellenséges idegenlényeket. Több frissítés beszerzése által egyre több utat járunk be. A „Morph Ball” egy visszatérő képesség, ami által Samus átalakulhat labdává, hogy bejusson a szűk helyekre, és bombákat rakjon le.
Az eredeti Metroidra befolyással volt a Nintendo két másik nagy franchise-a: a Mario, ahonnan átvették a platformugrálást, míg a The Legend of Zeldából pedig a nem-lineáris felfedezést vették át. A játék különbözött a magány és a rossz előérzet atmoszférája által. A Metroid volt az egyik első videójáték, amiben felfedezhettünk a bal és a jobb irányokba, valamint visszamehettünk a korábban bejárt területekre, hogy keressünk titkos tárgyakat és utakat.

## Történet
A Metroid sorozat a fejvadász Samus Aran kalandjait követi, aki a gonosz Űrkalózokkal harcol. A kalózok fenyegetik a Galaktikus Szövetséget az olyan biológiai fegyverekkel, mint a parazita Metroid lények vagy veszélyes Phazon anyag. Samust a madárszerű Chozo faj nevelte fel, miután a szüleit megölték az Űrkalózok. Korábban szolgált a Galaktikus Szövetség katonaságában, mielőtt kiszállt volna és elkezdett fejvadászként dolgozni.
Az eredeti játékban Samus a Zebes bolygóra utazott, hogy megállítsa az Űrkalózokat, akik a Metroidokat arra akarták használni, hogy biológiai fegyvereket csináljanak. Legyőzi a kibernetikus életformát az Anya Agyat és őrzőit Kraidet és Ridley-t. A Metroid II-ben Samus a Metroidok szülőbolygójára, az SR388-ra utazott, hogy megsemmisítse a lényeket, de megment egy ivadék Metroidot, aki hozzákötődik és a Ceres kutatóközpontra viszi kutatási célból. A Super Metroidban Ridley elrabolja az ivadékot és elviszi a Zebesre, ahol az Űrkalózok megpróbálják klónozni a Metroidokat. Samust majdnem megölte az Anya Agy, de megmentette az elrabolt Metroid, aki megnőtt. Ezt követően Samus elmenekült a felrobbanó bolygóról.
A Metroid Fusionban Samus egy az SR388 közelében levő űrállomáson nyomoz, amit elözönlöttek az olyan élőlények, akik egy X parazitaként ismert vírussal vannak megfertőzve. Egy vakcina, amit a baba Metroid sejtjeiből készült megmenti Samus életét. Felfedezi, hogy a Szövetség titokban klónozza a Metroidokat, majd az űrállomást az SR388-al ütközteti össze, hogy elpusztítsa. A Metroid: Other M-ben, ami a Fusion előtt játszódik, Samus egy elhagyott űrállomáson nyomozott egy Galaktikus Szövetségi osztaggal. Összeálltak, hogy megállítsák az Anya Agy klónját, akit egy Szövetségi csapat hozott létre.
A Metroid Dread a Fusion folytatása, amiben a Szövetség egy osztag E.M.M.I. robotot küld ZDR bolygóra, hogy X parazitáktól szerezzenek mintákat. Miután a kapcsolat megszakadt, Samust küldték, hogy utánanézzen. Szembeszáll az X-el és egy Chozo háborús bűnössel, akinek a neve „Raven Beak”, aki meg akarja hódítani a galaxist.
A Metroid Prime sorozat az eredeti játék és a Metroid II között játszódik. Az eredeti Metroid Prime-ban Samus a Tallon IV bolygóra utazott, hogy megállítsa az Űrkalózokat, akik ki akartak zsákmányolni egy hatalmas radioaktív anyagot, a Phazont. A Metroid Prime: Huntersben Samus egy vészhívást fogott az „Alimbic Cluster”ből és más fejvadászokkal harcol egy Gorea nevű lény ellen. A Metroid Prime 2: Echoesban Samus az Aether bolygót járja be, ami ketté vált a „fény” és a „sötét” dimenziókra, miközben harcol az Ing faj és Sötét Samus ellen. A Metroid Prime 3: Corruptionben Samusnak fejvadászokat kell megkeresnie, akik meg vannak fertőzve a Phazon anyaggal, és ő maga is lassan megfertőződik. A Metroid Prime: Federation Force az egyetlen játék, amiben a játékos nem irányíthatja Samust, itt őt agy mosták az Űrkalózok, így a Szövetségi Erőnek kell harcolnia, hogy megmentse őt és elpusztítani az Űrkalózokat.

## Audio
A Metroid sorozat ismert és dicsért az egyedi stílusú videojáték zenéjéről. Tanaka Hirokazu az eredeti Metroid zeneszerzője azt mondta, hogy egy olyan kottát akart csinálni, hogy a játékosok érezzék, hogy egy „élő teremtmény”-nyel találkoznak és ne legyen eltérés a zene és a hangeffektek között. A játék fő témája csak az Anya Agy legyőzése után volt hallható; ezzel adván katarzist a játékosnak. Minden más alkalommal, nem-dallamok voltak jelen a játékban. A Super Metroid zeneszerzője Jamamoto Kendzsi, úgy jött elő a játékok egyes zenéjével, hogy dúdolta őket, miközben a motorjával ment munkába. Őt kérték meg, hogy komponálja a Metroid Prime zenéjét, hogy támogassa a játékok folytonosságát. A Metroid Prime Dolby Pro Logic II térhangzását a Dolby egyik munkatársa mixelte.
A Retro Studios fejlesztői megjegyezték, hogy a 6 megabyte-os memória-beosztás egy Metroid Prime-os pályának minden hangeffektére kritikus volt a minőségi zene készítésében, mivel minden belekerülő hangnak jó minőségűnek kellett lennie. A zeneszerző Jamamoto Kendzsi használt dobokat, zongorát, hangkórust, csövek csörgését és elekrtonikus gitárt. A Metroid Prime 3: Corruptionben kihasználta a Wii megnövekedett RAM-ját, hogy ezáltal jobb minőségű audió mintákat csinálhasson. Kendzsi Jamamoto, aki a Super Metroid és a Prime trilógia zenéjét szerezte az eredeti Metroid zenei elgondolását másolta le a Metroid Prime 3-ban, megtartván a zenéket és a témákat sötétnek és ijesztőnek a végéig, ahol felemelő zene játszódik a stáblistánál.
 

## Más médiában

### A Super Smash Bros.-ban
Samus játszható karakter mind az öt Super Smash Bros. játékban. A legutóbbi három részben szintén szerepel Zero Suit Samus, a főszereplő kék testhezálló ruhában, a Zero Missionból és a Prime sorozatból. Ridley kámeázott a eredeti Super Smash Bros.-ban, ahol láthatjuk repülni a Zebes pályáján és a Super Smash Bros. Melee-ben, ahol egy kinyitható trófea, valamint harcol Samusal a Ceres Űrállomáson. A Super Smash Bros. Brawlban Ridley egyszerre jelenik meg normál és Meta Ridley formáiban mint boss karakter. Rajongói kérésre Ridley játszható harcos lett a Super Smash Bros. Ultimate-ben Sötét Samusal együtt. Kraid szintén megjelent Super Smash Bros. Melee-ben, mint veszély a „Brinstar Depths” pályán és kinyitható trófeaként. Különböző más karakterek mint Metroidok, az Anya Agy és Sötét Samus szintén megjelentek vagy trófeaként vagy matricaként a Super Smash Bros. sorozatban.
Számos helyszín a Metroid-ból jelent meg a Smash játékokban mint küzdőtér, mint a Zebes bolygó az eredeti játékból, a „Brinstar” és a „Brinstar Dephts” a Melee-ben és a „Frigate Oprheon”, a „Norfair” a Brawlban. és a „Pyrosphere” Wii U-n. Több pályát is átvittek a későbbi részekbe.

### Más játékok
Samus megjelent más Nintendo játékokban, mint például a Super Mario RPG, a Tetris (Nintendo Entertainment System változat), a Tetris DS, a Galactic Pinball, a Kirby Super Star a Kirby’s Dream Land vagy a WarioWare.
Egy Metroid kinézetű ellenséggel, a Komaytóval nézett szembe Pit a NES-es Kid Icarusban. A Dead or Alive: Dimensionsban, ami egy Team Ninja által fejlesztett verekedős játék Nintendo 3DS-re, van egy pálya, ami annak az arénának a másolata, ahol Samus harcolt Ridley-vel a Metroid: Other M-ben és jelennek meg mint segítő karakterek; ugyanakkor Samus nem jelent meg játszható karakterként, a Team Ninja Hajasi Josukéja azt állította egy interjúban, hogy „jobb volna, ha a munkájára összpontosítana, mintsem szétverje mindenki hátsóját a [Dead or Alive: Dimensionsben]”. A Wii U induló játékában a Nintendo Landben volt egy mini játék, ami a sorozaton alapul, címe „Metroid Blast”.

### Televízió
A 80-as években egy Metroid rajzfilmsorozatot terveztek egy meg nem valósult rajzfilmblokkba, ami a Super Mario Bros. Power Hour lett volna. Koncepciós rajzok készültek a sorozatnak, amiken Samus férfi volt. A Power Hour nem valósult meg, ahogy tervezték, helyette lett a Super Mario Bros. Super Show, ami 1989-ben került adásba. Az Anya Agy volt a Captain N: The Game Master című rajzfilmsorozat főgonosza.

### Képregény és manga
Több képregény és manga készült különböző magazinoknak az eredeti Metroid, a Super Metroid, a Metroid Prime, a Metroid Prime 2: Echoes és a Metroid: Zero Mission alapján és jelent meg az Egyesült Államokban és Japánban. Samus Aran és a többi Metroid karakter szintén megjelent a Valiant Comics által kiadott Captain N: The Game Master képregényekben. Japánban 2003 novemberében egy Metroid manga sorozat indult el a Kodansa Monthly Magazin Z-jében, és 16 fejezetet élt meg, amiket később két Tankóbon kötetben állították össze. A sorozat Samus életét mesélte el az eredeti játék eseményein keresztül, és befolyásolta a következő játékok cselekményeit. Szintén Japánban a Comic Bom Bom kiadott egy háromkötetes mangát Samus főszereplésével, címe Metroid: Samus and Joey.

### Film
2003-ban két producer megszerezte a jogokat, hogy csináljanak egy élőszereplős filmet a Metroid alapján, de jogok lejártak. A filmrendező John Woo megszerezte a jogokat nem sokkal később, és a stúdiója a Lion Rock Productions csinálta volna meg és adta ki a filmet 2006 előtt. Az egyik író David Greenwalt volt, aki dolgozott a Buffy, a vámpírok réme, az Angel és a Grimm sorozatokon. A producer Brad Froxhoven szerint a film felfedte volna Samus eredettörténetét; ő „egy kivételesen tehetséges, de hibás karakter lett volna, aki megváltást akart ... Mi látni akartuk a küzdelmeit, hogy megalázzák és, hogy kénytelen legyen felemelkedni az őrült eshetőséggel szemben. És természetesen látni akartunk a menő fegyvereket minden dicsőségükben.”
A producer Brad Foxhoven szerint a filmnek meg volt a támogatás a Nintendótól. Ugyanakkor a Nintendo nagyon óvatos volt az 1993-as Super Mario Brothers című film miatt. A Nintendónak nem voltak válaszai a csapat Samus magánéletéről, kapcsolatairól, és minden más karakterizációjáról szóló kérdésére és kénytelen volt a csapatnak „azzá lenni, akik megadják a válaszokat”. Foxhoven azt mondta, hogy a Nintendo elismerően hagyta ott azokat a megbeszéléseket, amik kellettek ahhoz, hogy a franchise-t tovább fejlesszék, ha hollywoodi filmmé válna.
2013-ban Szakamoto azt mondta, hogy támogatna egy Kitaura Riudzsi az Other M számítógépes grafikás jeleneteinek rendezői által rendezett filmet, ha a koncepció és a módszerek elég jók.

## Fogadtatás
| Játék                           | Eladott példány | GameRankings | Metacritic |
| ------------------------------- | --------------- | ------------ | ---------- |
| Metroid (GBA újrakiadás)        | 2.73 millió     | 62%          | 58/100     |
| Metroid II: Return of Samus     |                 | 79%          | -          |
| Super Metroid                   | 1.42 millió     | 96%          | -          |
| Metroid Fusion                  | 0.94 millió     | 91%          | 92/100     |
| Metroid Prime                   | >2 millió       | 96%          | 97/100     |
| Metroid: Zero Mission           |                 | 90%          | 89/100     |
| Metroid Prime 2: Echoes         | >0.8 millió     | 92%          | 92/100     |
| Metroid Prime Pinball           |                 | 80%          | 79/100     |
| Metroid Prime Hunters           |                 | 84%          | 85/100     |
| Metroid Prime 3: Corruption     | 1.31 milliü     | 90%          | 90/100     |
| Metroid Prime: Trilogy          |                 | 92%          | 91/100     |
| Metroid: Other M                |                 | 79%          | 79/100     |
| Metroid Prime: Federation Force |                 | 65%          | 64/100     |
| Metroid: Samus Returns          |                 | 87%          | 85/100     |
| Metroid Dread                   |                 | -            | 88         |

A Next Generation magazin 1996-ban a Metroid játékokat (együttesen) a 70. legjobb játéknak rangsorolta, majd 6. helyre 1999-ben, valamint az IGN a nyolcadik legjobb játék franchise-nak rangsorolta 2008-ban. 2001-ben az Electronic Gaming Monthly a Super Metroidot nevezte minden idők legjobb játékának. Minden 2005-ig kiadott Metroid játék belekerült a Nintendo Power Top 200 legjobb Nintendo játék listájába, a Prime az IGN Top legjobb 100-ába, az eredeti Metroid, a Super Metroid, Prime és a Echoes a GameFAQs felhasználók által alkotott listára; az eredeti Metroid és a Super Metroid a Game Informer listájára, míg a Prime és a Super Metroid az Edge listájába került bele. A sorozat több játékra hatással volt, mint például a Castlevania: Symphony of the Night.
Samus Arant elismerte a Guinness Rekordok Könyve, mint „tartósan népszerű” és az „első játszható női karakter egy mainstream videojátékban”, habár Toby Masuyo („Kissy”) a Namco Alien Sectorja megelőzi egy évvel. Ridley volt a második legjobban kért Nintendo karakter az IGN listáján, aki játszható karakter lett a Super Smash Bros.-ban, míg az Anya Agyat gyakran a legjobb videojáték bossnak tartják.
Az eredeti Metroidot úgy írták le, hogy „kísérteties” zene lendítette fel, hozzáadva „a rejtély és a felfedezés érzését”, hogy a játékot „hangulatossá és atmoszférikussá” tegye. Az IGN dicsérte a jól időzített zenét, ami segített hozzáadni a feszültséget. A GameSpot úgy írta le a Super Metroidot, hogy jobb mint az eredeti „szó szerint minden módon”, a Metroid Fusionnél meg lett jegyezve, hogy az „alulértékelt zene” illik a kaland hangulatához és a nagyszerű sztereó hangeffektjei rendkívülien jó Game Boy Advance hangélményet csinál. A Metroid Prime-ot megjelenése óta az egyik legjobb játéknak tartják, megnyervén az Év Játéka címet különböző kiadványoktól és weboldalaktól. Az IGN a Metroid Prime 2: Echoes „elbűvölő”nek nevezte a játék hangzásbeli élményét. A Metroid zenéjét gyakran újrakiadják a legjobb videojáték-zene kiadások részeként. A Metroid Prime soundtrackjét tartják a legjobb hangtervezésnek GameCube-on. A hangeffektekről szintén megjegyezték a nagyfokú pontosságot és keveredést a játékzenével. A népszerű videojáték zene oldalon az OverClocked ReMixen, a Super Metroid tizedik legtöbbet remixelt videojáték, míg az eredeti Metroid a huszonötödik.

### Eladások
A Super Metroid, a Metroid Fusion, a Metroid Prime és a Metroid Prime 3: Corruption külön több mint egy millió példányban keltek el. 2012 szeptemberéig a sorozatból 17,44 millió példányban kelt el.
A Metroid játékok eladásai Japánban jellemzően alacsonyabbak, mint az Egyesült Államokban. Különösen igaz az első két Metroid Prime-ra, amik nem kelt elég jól Japánban, de úgy vélik, hogy a japán játékosok nem igazán szeretik a FPS-eket, mert utazási betegséget okoz sok japán játékosnak, ezért úgy gondolják, hogy a Metroid sorozat jobban illik az amerikai piacra a kulturális különbségek miatt. Debütálásának hetében Japánban a Metroid Prime 3 Corruptionből 32388 példány kelt el, rangsorolva a Ryū ga Gotoku Kenzan!, a Super Smash Bros. Brawl, a Wii Fit és a Gundam Musou Special mögé. A Metroid: Other M a harmadik legjobban elkelő játék 45398 példánnyal a Wii Party és a Monster Hunter Diary: Poka Poka Airu Village mögé sorolva. A következő héten további 11239 példány kelt el.

## Utóhatás
Az 1997-es Konami játék a Castlevania: Symphony of the Night, és a korai Metroid játékok meghatározták a Metroidvania alműfaját. Tom Happ az Axiom Verge (2015) nevű Metroidvania fejlesztője meghatározta a Metroidvania játékokat, mint oldalnézetes kaland folyamatos térképeken, diszkrét szintek helyett, amikben a játékosnak tárgyakat kell gyűjtögetnie és visszamenni. Más ismert Metroidvania játékok a Cave Story (2004), a Shadow Complex (2009), az Ori and the Blind Forest (2014), a Hollow Knight (2017), és a Chasm (2018).
2016-ban kijött az AM2R, egy rajongók által készült remake-je a Metroid II-nek. A Nintendo eltávolítási értesítést adott ki, hogy leállítsa a forgalmazást, a szellemi tulajdon esetleges károsodására hivatkozva. Az AM2R-t jelölték a 2016-os The Game Awardson, de el lett távolítva, mert a Nintendo nem tisztázta a felvételt.

## Fordítás
- Ez a szócikk részben vagy egészben  a   Metroid című angol Wikipédia-szócikk fordításán alapul.  Az eredeti cikk szerkesztőit annak laptörténete sorolja fel. Ez a jelzés csupán a megfogalmazás eredetét és a szerzői jogokat jelzi, nem szolgál a cikkben szereplő információk forrásmegjelöléseként.